# Собор Пресвятой Девы Марии и Святой Анны
Собор Пресвятой Девы Марии и Святой Анны (англ. The Cathedral of Saint Mary and Saint Anne, также известный как Собор Корка, Собор Святой Марии, Северный собор или Северная часовня) — католический собор в Корке, Ирландия. Кафедра епископа Корка и Росса, и главный собор католического диоцеза Корка и Росса.
Собор был освящён в 1808 году, но был сильно поврежден в результате поджога в 1820 году, после чего его восстановлением занимался известный архитектор Джордж Ричард Пейн. В 1964 году собор был перестроен, построена башня святилища и реконструированы внутренние помещения.
Последние работы по реконструкции проводились в соборе в 1996 году. Тогда башня и святилище были отремонтированы и переоборудованы, переложена кровля и отремонтирован готический потолок, а также внешний каменная стена собора. На последнюю реконструкцию собора было потрачено более £3,5 млн.

## История
Собор Святой Марии и Святой Анны является одновременно резиденцией епископа Корка и Росса и приходской церковью прихода, включающего районы Бларни-стрит, Шандон и Блэкпул. Записи о крещении датируются 1731 годом. Граница прихода также включала районы Блэкпула и Клогин/Керри Пайк до 1981 года. (Обе часовни собора, Церковь Драгоценной Крови, стали церковью прихода Клогин-Керри Пайк, а Церковь Благовещения стала приходской церковью Блэкпула). Приход Сандейс-Уэлл, также отделившийся в 1981 году, вернулся в приход собора после закрытия церкви Святого Винсента в 2016 году.
Собор был построен во время правления епископа Фрэнсиса Мойлана. Строительство началось в 1799 году на месте бывшей церкви, построенной в 1730-х годах. Собор был освящен 22 августа 1808 года архиепископом Томасом Бреем из Кашела. В своей проповеди коадъютор епископ Флоренс Маккарти Д.Д. говорил о «необходимости общественного поклонения, аргументируя это разумом, писанием и традицией». Маккарти умер от тифа в 1810 году, заразившись во время посещения больного прихожанина.
Здание было сильно повреждено в результате поджога в 1820 году. Джордж Ричард Пейн провёл реставрацию собора, расширив святилище и создав алтарную арку. Собор был вновь открыт в 1828 году.
Начиная с января 1965 г. по просьбе епископа Корнелиуса Люси собор был расширен, были добавлены башня святилища и новое святилище, а также часовня-погреб, подвал и ризница. Внутренняя планировка была разобрана, упрощена и реорганизована в соответствии с директивами Второго Ватиканского собора. Эти работы были завершены к 1968 году. Архитекторами были Бойд Баррет (Boyd Barrett) и партнёры.
Самые последние крупномасштабные работы были проведены в соборе между 1994 и 1996 годами. Башня и святилище были отремонтированы и отреставрированы, а главный алтарь, алтарные ограждения и боковые алтари были демонтированы. Исповедальни в нефе также были демонтированы, чтобы освободить место для святынь. Крыша была перекрыта сланцами, а готический потолок отремонтирован. Внешняя каменная кладка собора также была переделана. Собор был закрыт на время работ, пока приходские мессы проходили в близлежащих монастырях. Нынешний алтарь, амвон и дарохранилище являются работой Тома Глендона. Деревянная резьба Святого Иосифа Труженика, раку Блаженного Таддеуса Маккарти и процессионный крест являются работой художника из Корка Кена Томпсона. Абстрактные витражи в часовне Святого Причастия — работа Джеймса Скэнлона. Коллекция современного искусства в часовне Богоматери — работы ирландского художника Патрика Пая.
Собор был вновь открыт и повторно освящен епископом Майклом Мерфи 29 сентября 1996 года (незадолго до его смерти в октябре 1996 года).
Двухсотлетие собора отмечалось в сентябре 2008 года.
В 2017 году под святилищем собора был открыт центр для посетителей, где проводились экскурсии по выставке и работам Коркского фольклорного проекта.

## Архитектура
Здание  в раннем неоготическом стиле построено из красного песчаника с белой известняковой отделкой. Башня над главным входом была добавлена в 1869 году по проекту Джона Бенсона.
Оригинальный алтарь был изготовлен из дерева итальянскими мастерами в Лиссабоне. В 1821 году Джон Хоган вырезал из дерева двадцать семь статуй для запрестольных перегородок за главным алтарем. Спрятанные в 1960-х годах и считавшиеся утерянными, эти статуи были вновь обнаружены в 1990-х годах и помещены в глухой фонарь нефа.
Девять колоколов башни Бенсона были отлиты в 1870 году Джоном Мерфи из Дублина и изначально должны были служить для колокольного перезвона. Сообщают, что к нашему времени колокола пришли в негодность, и в некоторых источниках их описывались как «незвонящие». По другим источникам колокола были восстановлены в декабре 2022 года
.
Современный интерьер 1996 года был спроектирован архитектором Ричардом Харли с партнёрами и отделан белым известняком.